# Городище (Беловодский район)
Городи́ще (укр. Городище) — село в Старобельском районе Луганской области Украины.

## История

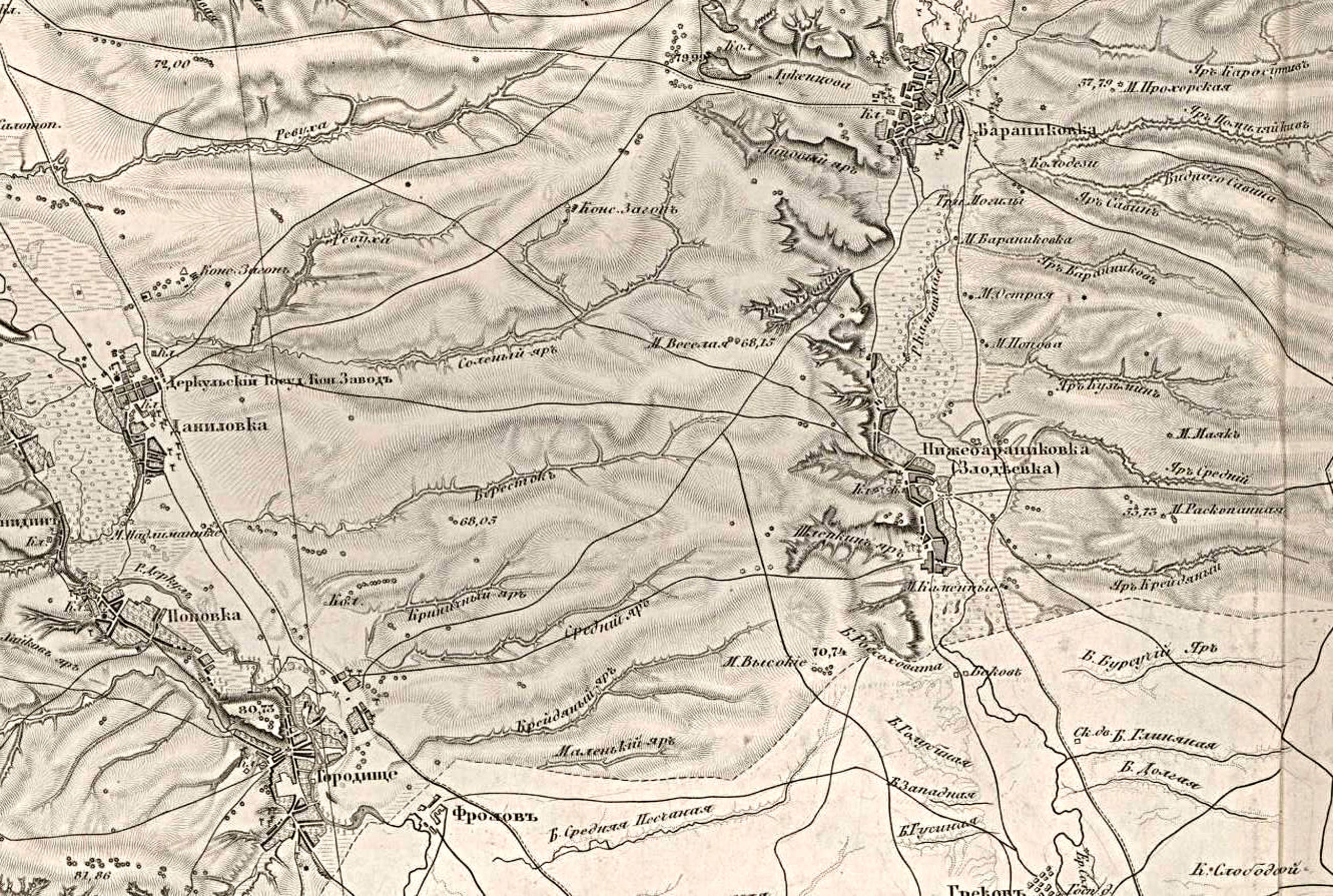
Городище на карте XIX века

Слобода Городище была центром Городищенской волости Старобельского уезда Харьковской губернии Российской империи.
Население по переписи 2001 года составляло 1777 человек.
Село пострадало в результате голодомора 1932—1933 годов, количество установленных жертв — 132 человека.
12 сентября 2014 в результате подрыва на фугасе автомобиля вблизи села Городище погиб солдат батальона «Чернигов-2» Вадим Лобода.

## Транспорт
Городище сообщается с пгт Беловодском автобусом.

## Местный совет
92814, Луганська обл., Біловодський р-н, с. Городище, вул. Покровська, 3  (укр.)